# Astragalus werdermannii
Astragalus werdermannii är en ärtväxtart som beskrevs av Ivan Murray Johnston. Astragalus werdermannii ingår i släktet vedlar, och familjen ärtväxter. Inga underarter finns listade i Catalogue of Life.